# Frontella pallida
Frontella pallida là một loài nhện trong họ Linyphiidae. Chúng được Wladislaus Kulczynski miêu tả năm 1908, và chỉ được tìm thấy ở Nga.